# Volume Entertainment
Volume Entertainment è una società italiana indipendente di produzione cinematografica, televisiva, di audiolibri, podcast e musica fondata nel 2015 da Daniele Liburdi e Massimo Mescia.

## Storia
Volume Entertainment ha prodotto e pubblicato l'audiolibro Fantozzi, dal primo libro della saga di Paolo Villaggio del 1971, aggiornato e registrato dallo stesso Villaggio nel novembre 2015. Durante la registrazione dell’audiolibro in studio, insieme a Paolo Villaggio, nasce l’idea di raccontare la nascita e l’evoluzione del mitico Fantozzi, dai primi racconti nei monologhi in TV in Quelli della domenica del 1968, agli articoli su L'Europeo, dai libri al cinema con la saga di Fantozzi e lo stesso Paolo Villaggio è anche interprete oltre che produttore associato del docu-film. Nel 2017 Volume Entertainment produce il docu-film La voce di Fantozzi, riconosciuta opera di interesse culturale dal MIBACT e presentato in concorso in anteprima alla 74 Mostra internazionale d'arte cinematografica di Venezia nello stesso anno. Volume Audiobooks è la divisione dedicata alla produzione e distribuzione di audiolibri e podcast. Tra le pubblicazioni Mi chiamavano Bud biografia in audio di Bud Spencer, Lazzaro vieni fuori il primo romanzo di Andrea G. Pinketts l'unico scritto e letto dallo stesso autore e La Regola benedettina letta dall'Abate di Montecassino Donato Ogliari. Volume Media è specializzata nella produzione di documentari e format TV.

## Produzioni cinematografiche

### Cinema
- La voce di Fantozzi, regia di Mario Sesti (2017)

## Editoria

### Audiolri & Podcast
- André Scala, I silenzi di Federer, traduzione di Angelo Giarda, letto da Francesco Giorgino, 2016, ISBN 978-88-99833-00-8.
- Paolo Villaggio, Fantozzi, letto da Paolo Villaggio, 2016, ISBN 978-88-9983-307-7.
- Maurizio Battista, Senti senti senti, letto da Maurizio Battista, 2016, ISBN 978-88-99833-05-3.
- Gianni Canova, Quo chi? Di cosa ridiamo quando ridiamo di Checco Zalone, letto da Gianni Canova, 2017, ISBN 978-88-99833-04-6.
- Bud Spencer, Mi chiamavano Bud, letto da Bud Spencer, 2017, ISBN 978-88-99833-01-5.
- Geppo, Fatte na risata, letto da Geppo, 2018, ISBN 978-88-99833-25-1.
- Michele Mirabella, Domani a memoria, letto da Michele Mirabella, 2018, ISBN 978-88-99833-12-1.
- Andrea G. Pinketts, Lazzaro, vieni fuori, letto da Andrea G. Pinketts, 2018, ISBN 978-88-99833-03-9.
- Antoine de Saint-Exupéry, Il piccolo principe, letto da Lorenzo Loreti, 2018, ISBN 978-88-99833-08-4.
- Donato Ogliari, La Regola di San Benedetto, letto da Donato Ogliari, 2018, ISBN 978-88-99833-33-6.
- Emanuele Salce, Cattivi soggetti, letto da Emanuele Salce, 2019, ISBN 978-88-99833-02-2.
- Piero Armenti, Il mio viaggio a New York, letto da Piero Armenti, 2019, ISBN 978-88-99833-22-0.
- Stefania Corrado, La cucina italiana reloaded, letto da Stefania Corrado, 2019, ISBN 978-88-99833-40-4.
- Maurizio Micheli, Uomo solo in fila, letto da Maurizio Micheli, 2019, ISBN 978-88-99833-13-8.
- Stefano Antonucci, Epitaffio, letto da Stefano Antonucci, 2019, ISBN 978-88-99833-18-3.
- Gian Franco Reverberi, La testa nel secchio, letto da Gian Franco Reverberi, 2020, ISBN 978-88-99833-17-6.
- Dodi Battaglia, Lo sai che da vivo sei meglio che in tv, letto da Dodi Battaglia, 2020, ISBN 978-88-99833-19-0.
- Benedetto da Norcia, The Rule of Saint Benedict, letto da Gregory Polan, 2021, ISBN 978-88-99833-48-0.
- Valentina Orengo, Più in alto del giorno, letto da Valentina Orengo, 2022, ISBN 978-88-99833-50-3.

### Libri
- Vincenzo Alonzo, Pedagogia, sport, educazione, 2022, ISBN 978-88-99833-15-2.

## Discografia

### Album
- La voce di Fantozzi, Volume Srl, 2018
- E' andata così, Volume Srl, 2018

## Edizioni musicali
- La voce di Fantozzi, Volume Srl, 2018
- E' andata così, Volume Srl, 2018